# Urnieta
Urnieta község Spanyolországban, Gipuzkoa tartományban. Urnieta Hernani, Elduain, Andoain és Lasarte-Oria községekkel határos. Lakosainak száma 6250 fő (2024).

## Népesség
A település népessége az utóbbi években az alábbiak szerint változott:
| Lakosok száma | 5543 | 5807 | 5896 | 6135 | 6167 | 6198 | 6247 | 6168 | 6197 | 6250 |
|               | 2001 | 2004 | 2006 | 2009 | 2011 | 2014 | 2016 | 2019 | 2021 | 2024 |